# Cưỡi ngựa tại Đại hội Thể thao Đông Nam Á 2007

Giải cưỡi ngựa tại Đại hội Thể thao Đông Nam Á 2007 diễn ra từ ngày 6 đến ngày 15 tháng 12 năm 2007 với 6 nội dung thi đấu.

## Xếp hạng theo quốc gia
| Hạng | Đoàn        | Vàng | Bạc | Đồng | Tổng |
| ---- | ----------- | ---- | --- | ---- | ---- |
| 1    | Malaysia    | 4    | 2   | 1    | 7    |
| 2    | Thái Lan    | 2    | 1   | 3    | 6    |
| 3    | Indonesia   | 0    | 1   | 0    | 1    |
| 3    | Philippines | 0    | 1   | 0    | 1    |
| Tổng | Tổng        | 6    | 5   | 4    | 15   |

## Bảng huy chương
| Nội dung                      | Vàng                                                                            | Bạc                                                                                | Đồng                                                                                            |          |
| ----------------------------- | ------------------------------------------------------------------------------- | ---------------------------------------------------------------------------------- | ----------------------------------------------------------------------------------------------- | -------- |
| Huấn luyện ngựa cá nhân       | Ambak Qabil                                                                     | Nur Quzandria                                                                      | Yotviriyapanit Chalermcharn                                                                     | chi tiết |
| Huấn luyện ngựa đồng đội      | Malaysia Nur Quzandria Lee Cheng Ni Diani Alia Soraya Putri Ambak Qabil         | Indonesia Rischka Gading Larasati Iris Lukito Jeanne Djolfi Momongan Ibrahim Lukas | Thái Lan Inchat Nuttada Phromyothi Atchakorn Kreepkrang Karittipoom Yotviriyapanit Chalermcharn | chi tiết |
| Eventing cá nhân              | Ligon Nina                                                                      | Tangplan Wisarut                                                                   | Zulkefle Amir                                                                                   | chi tiết |
| Eventing đồng đội             | Thái Lan Ligon Nina Pichaikarn Tanin Pitakanonda Weerapat Tangplan Wisarut      | Malaysia Suppiah Lingesparan S/O Lee Edric Zulkefle Amir Lee Johari Bin            |                                                                                                 | chi tiết |
| Vượt chướng ngại vật cá nhân  | Ambak Qabil                                                                     | Lorenzo Diego                                                                      | Bunluewong Pongsiree                                                                            | chi tiết |
| Vượt chướng ngại vật đồng đội | Malaysia Ambak Quzier Zulhasnan Syazna Leena Bt Almohdzar Syed Omar Ambak Qabil |                                                                                    |                                                                                                 | chi tiết |

1. ↑  Không trao huy chương bạc và đồng ở bộ môn vượt chướng ngại vật đồng đội (Team Jumping)